# Futebol Clube de Penafiel
Il Futebol Clube de Penafiel, abbreviato in F.C. Penafiel o semplicemente Penafiel, è una società calcistica portoghese con sede nella città di Penafiel. Disputa la Segunda Liga.
Il Penafiel ha militato per la prima volta nella Primeira Liga portoghese durante la stagione 1980-81. Ha militato nella massima serie anche tra il 1983 e il 1986, tra il 1987 e il 1992 e tra il 2004 e il 2006.

## Rosa 2022-2023
| N. |                       | Ruolo | Calciatore          |
| -- | --------------------- | ----- | ------------------- |
| 1  | Portogallo (bandiera) | P     | Nuno Macedo         |
| 3  | Brasile (bandiera)    | D     | Lucas Tagliapietra  |
| 4  | Portogallo (bandiera) | D     | Silvério            |
| 5  | Portogallo (bandiera) | D     | Bruno Pereira       |
| 6  | Portogallo (bandiera) | D     | Leandro Teixeira    |
| 7  | Portogallo (bandiera) | A     | Edi Semedo          |
| 8  | Portogallo (bandiera) | C     | Reko                |
| 9  | Danimarca (bandiera)  | A     | Marcus Mølvadgaard  |
| 10 | Albania (bandiera)    | A     | Xhuliano Skuka      |
| 11 | Portogallo (bandiera) | C     | Adriano Castanheira |
| 14 | Portogallo (bandiera) | D     | João Miguel         |
| 15 | Portogallo (bandiera) | D     | Simãozinho          |
| 17 | Portogallo (bandiera) | A     | Roberto             |
| 20 | Portogallo (bandiera) | C     | João Oliveira       |

| N. |                       | Ruolo | Calciatore        |
| -- | --------------------- | ----- | ----------------- |
| 21 | Portogallo (bandiera) | C     | Diogo Batista     |
| 22 | Brasile (bandiera)    | P     | Caio Secco        |
| 23 | Portogallo (bandiera) | C     | Vasco Braga       |
| 24 | Portogallo (bandiera) | D     | Gonçalo Loureiro  |
| 25 | Portogallo (bandiera) | D     | Rúben Freitas     |
| 28 | Portogallo (bandiera) | D     | Afonso Figueiredo |
| 30 | Portogallo (bandiera) | C     | Feliz             |
| 35 | Portogallo (bandiera) | C     | Filipe Cardoso    |
| 73 | Portogallo (bandiera) | P     | Filipe Ferreira   |
| 75 | Portogallo (bandiera) | C     | Robinho           |
| 77 | Portogallo (bandiera) | C     | Mica              |
| 88 | Brasile (bandiera)    | C     | Adílio Santos     |
| 91 | Portogallo (bandiera) | C     | Fábio Fortes      |

## Rosa 2021-2022
| N. |                       | Ruolo | Calciatore         |
| -- | --------------------- | ----- | ------------------ |
| 1  | Portogallo (bandiera) | P     | Robin Orelli       |
| 2  | Portogallo (bandiera) | D     | Vitinha            |
| 3  | Brasile (bandiera)    | D     | Lucas Tagliapietra |
| 4  | Portogallo (bandiera) | D     | Silvério           |
| 5  | Portogallo (bandiera) | D     | Ruca               |
| 6  | Portogallo (bandiera) | D     | Leandro Teixeira   |
| 7  | Portogallo (bandiera) | C     | Ludovic            |
| 8  | Portogallo (bandiera) | C     | David Caiado       |
| 9  | Portogallo (bandiera) | A     | Ronaldo Tavares    |
| 10 | Brasile (bandiera)    | C     | Bruno César        |
| 11 | Portogallo (bandiera) | C     | Zé Valente         |
| 12 | Brasile (bandiera)    | D     | Edson Farias       |
| 13 | Portogallo (bandiera) | C     | Capela             |

| N. |                       | Ruolo | Calciatore       |
| -- | --------------------- | ----- | ---------------- |
| 14 | Portogallo (bandiera) | A     | Rui Pedro        |
| 15 | Portogallo (bandiera) | D     | Simãozinho       |
| 17 | Portogallo (bandiera) | A     | Roberto          |
| 20 | Portogallo (bandiera) | C     | João Amorim      |
| 22 | Brasile (bandiera)    | P     | Caio Secco       |
| 23 | Portogallo (bandiera) | C     | Vasco Braga      |
| 24 | Portogallo (bandiera) | D     | Gonçalo Loureiro |
| 30 | Portogallo (bandiera) | C     | Feliz            |
| 70 | Portogallo (bandiera) | C     | Pedro Prazeres   |
| 73 | Portogallo (bandiera) | P     | Filipe Ferreira  |
| 75 | Portogallo (bandiera) | C     | Robinho          |
| 77 | Portogallo (bandiera) | A     | Edi Semedo       |
| 99 | Brasile (bandiera)    | A     | Gustavo Henrique |

## Rosa 2020-2021
| N. |                       | Ruolo | Calciatore       |
| -- | --------------------- | ----- | ---------------- |
| 1  | Portogallo (bandiera) | P     | José Costa       |
| 2  | Portogallo (bandiera) | D     | Luís Dias        |
| 3  | Portogallo (bandiera) | D     | Paulo Bessa      |
| 4  | Portogallo (bandiera) | D     | Leandro Teixeira |
| 5  | Portogallo (bandiera) | D     | Daniel Martins   |
| 7  | Portogallo (bandiera) | C     | Ludovic          |
| 8  | Portogallo (bandiera) | C     | Hélio Cruz       |
| 9  | Angola (bandiera)     | A     | Fábio Abreu      |
| 10 | Portogallo (bandiera) | A     | Pires            |
| 11 | Portogallo (bandiera) | C     | Rui Caetano      |
| 12 | Brasile (bandiera)    | C     | Yuri Araújo      |
| 17 | Angola (bandiera)     | A     | Mateus           |
| 20 | Portogallo (bandiera) | D     | Pedro Lemos      |
| 22 | Brasile (bandiera)    | C     | Fernandinho      |
| 23 | Portogallo (bandiera) | D     | Luis Pedro       |

| N. |                       | Ruolo | Calciatore       |
| -- | --------------------- | ----- | ---------------- |
| 24 | Portogallo (bandiera) | D     | Vini             |
| 25 | Portogallo (bandiera) | P     | Ivo Gonçalves    |
| 28 | Portogallo (bandiera) | C     | Tiago Ronaldo    |
| 30 | Portogallo (bandiera) | C     | Rafa Sousa       |
| 31 | Portogallo (bandiera) | P     | Tiago Rocha      |
| 32 | Portogallo (bandiera) | C     | Romeu Ribeiro    |
| 34 | Portogallo (bandiera) | D     | João Paulo       |
| 49 | Portogallo (bandiera) | A     | Areias           |
| 50 | Portogallo (bandiera) | A     | Vasco Braga      |
| 60 | Portogallo (bandiera) | C     | José Gomes       |
| 70 | Portogallo (bandiera) | A     | Kalica           |
| 75 | Portogallo (bandiera) | C     | Robinho          |
| 77 | Brasile (bandiera)    | C     | Cristian Machado |
| 99 | Brasile (bandiera)    | A     | Gustavo Henrique |

## Rosa 2019-2020
| N. |                       | Ruolo | Calciatore       |
| -- | --------------------- | ----- | ---------------- |
| 1  | Portogallo (bandiera) | P     | José Costa       |
| 2  | Portogallo (bandiera) | D     | Luís Dias        |
| 3  | Portogallo (bandiera) | D     | Paulo Bessa      |
| 4  | Portogallo (bandiera) | D     | Leandro Teixeira |
| 5  | Portogallo (bandiera) | D     | Daniel Martins   |
| 7  | Portogallo (bandiera) | C     | Ludovic          |
| 8  | Portogallo (bandiera) | C     | Hélio Cruz       |
| 9  | Angola (bandiera)     | A     | Fábio Abreu      |
| 10 | Portogallo (bandiera) | A     | Pires            |
| 11 | Portogallo (bandiera) | C     | Rui Caetano      |
| 12 | Brasile (bandiera)    | C     | Yuri Araújo      |
| 17 | Portogallo (bandiera) | C     | Márcio Machado   |
| 20 | Portogallo (bandiera) | D     | Pedro Lemos      |
| 22 | Brasile (bandiera)    | C     | Fernandinho      |

| N. |                       | Ruolo | Calciatore       |
| -- | --------------------- | ----- | ---------------- |
| 23 | Portogallo (bandiera) | D     | Luis Pedro       |
| 24 | Portogallo (bandiera) | D     | Vini             |
| 25 | Portogallo (bandiera) | P     | Ivo Gonçalves    |
| 28 | Portogallo (bandiera) | C     | Tiago Ronaldo    |
| 30 | Portogallo (bandiera) | C     | Rafa Sousa       |
| 31 | Portogallo (bandiera) | P     | Tiago Rocha      |
| 32 | Portogallo (bandiera) | C     | Romeu Ribeiro    |
| 34 | Portogallo (bandiera) | D     | João Paulo       |
| 49 | Portogallo (bandiera) | A     | Areias           |
| 50 | Portogallo (bandiera) | A     | Vasco Braga      |
| 60 | Portogallo (bandiera) | C     | José Gomes       |
| 70 | Portogallo (bandiera) | A     | Kalica           |
| 77 | Brasile (bandiera)    | C     | Cristian Machado |

## Rosa 2018-2019
| N. |                       | Ruolo | Calciatore       |
| -- | --------------------- | ----- | ---------------- |
| 1  | Portogallo (bandiera) | P     | José Costa       |
| 2  | Portogallo (bandiera) | D     | Luís Dias        |
| 3  | Portogallo (bandiera) | D     | Paulo Bessa      |
| 4  | Portogallo (bandiera) | D     | Leandro Teixeira |
| 5  | Portogallo (bandiera) | D     | Daniel Martins   |
| 7  | Portogallo (bandiera) | C     | Ludovic          |
| 8  | Portogallo (bandiera) | C     | Hélio Cruz       |
| 9  | Angola (bandiera)     | A     | Fábio Abreu      |
| 10 | Portogallo (bandiera) | A     | Pires            |
| 11 | Portogallo (bandiera) | C     | Rui Caetano      |
| 12 | Brasile (bandiera)    | C     | Yuri Araújo      |
| 17 | Portogallo (bandiera) | C     | Márcio Machado   |
| 20 | Portogallo (bandiera) | D     | Pedro Lemos      |
| 22 | Brasile (bandiera)    | C     | Fernandinho      |

| N. |                       | Ruolo | Calciatore       |
| -- | --------------------- | ----- | ---------------- |
| 23 | Portogallo (bandiera) | D     | Luis Pedro       |
| 24 | Portogallo (bandiera) | D     | Vini             |
| 25 | Portogallo (bandiera) | P     | Ivo Gonçalves    |
| 28 | Portogallo (bandiera) | C     | Tiago Ronaldo    |
| 30 | Portogallo (bandiera) | C     | Rafa Sousa       |
| 31 | Portogallo (bandiera) | P     | Tiago Rocha      |
| 32 | Portogallo (bandiera) | C     | Romeu Ribeiro    |
| 34 | Portogallo (bandiera) | D     | João Paulo       |
| 49 | Portogallo (bandiera) | A     | Areias           |
| 50 | Portogallo (bandiera) | A     | Vasco Braga      |
| 60 | Portogallo (bandiera) | C     | José Gomes       |
| 70 | Portogallo (bandiera) | A     | Kalica           |
| 77 | Brasile (bandiera)    | C     | Cristian Machado |

## Rosa 2017-2018
| N. |                       | Ruolo | Calciatore     |
| -- | --------------------- | ----- | -------------- |
| 1  | Portogallo (bandiera) | P     | José Costa     |
| 2  | Portogallo (bandiera) | D     | Luís Dias      |
| 3  | Portogallo (bandiera) | D     | Paulo Bessa    |
| 6  | Portogallo (bandiera) | C     | Tiago Ronaldo  |
| 7  | Portogallo (bandiera) | C     | Ludovic        |
| 8  | Portogallo (bandiera) | C     | Hélio Cruz     |
| 9  | Angola (bandiera)     | A     | Fábio Abreu    |
| 10 | Portogallo (bandiera) | A     | César Gomes    |
| 11 | Portogallo (bandiera) | C     | Rui Caetano    |
| 13 | Portogallo (bandiera) | P     | Tiago Rocha    |
| 14 | Portogallo (bandiera) | D     | Daniel Martins |
| 17 | Portogallo (bandiera) | C     | Márcio Machado |
| 20 | Brasile (bandiera)    | D     | Kalindi        |

| N. |                       | Ruolo | Calciatore       |
| -- | --------------------- | ----- | ---------------- |
| 21 | Portogallo (bandiera) | D     | Leandro Teixeira |
| 22 | Brasile (bandiera)    | A     | Danilo           |
| 23 | Portogallo (bandiera) | D     | Luis Pedro       |
| 24 | Francia (bandiera)    | D     | Jules Diouf      |
| 25 | Portogallo (bandiera) | P     | Ivo Gonçalves    |
| 30 | Portogallo (bandiera) | C     | Rafa Sousa       |
| 32 | Portogallo (bandiera) | C     | Romeu Ribeiro    |
| 34 | Portogallo (bandiera) | D     | João Paulo       |
| 50 | Portogallo (bandiera) | D     | Vasco Braga      |
| 57 | Brasile (bandiera)    | C     | Gleison          |
| 60 | Portogallo (bandiera) | C     | José Gomes       |
| 91 | Portogallo (bandiera) | A     | Fábio Fortes     |
| 95 | Brasile (bandiera)    | C     | Gustavo          |

## Rosa 2016-2017
| N. |                         | Ruolo | Calciatore          |
| -- | ----------------------- | ----- | ------------------- |
| 1  | Portogallo (bandiera)   | P     | Júlio Coelho        |
| 2  | Portogallo (bandiera)   | D     | Luís Dias           |
| 3  | Portogallo (bandiera)   | D     | Paulo Bessa         |
| 5  | Portogallo (bandiera)   | D     | Pedro Ribeiro       |
| 6  | Burkina Faso (bandiera) | C     | Djibril Zidnaba     |
| 8  | Portogallo (bandiera)   | C     | Hélio Cruz          |
| 9  | Brasile (bandiera)      | A     | Fidelis             |
| 10 | RD del Congo (bandiera) | C     | David Mbala         |
| 11 | Brasile (bandiera)      | C     | Fernando            |
| 15 | Portogallo (bandiera)   | D     | Daniel Martins      |
| 17 | Portogallo (bandiera)   | A     | César Gomes         |
| 20 | Brasile (bandiera)      | D     | Kalindi             |
| 21 | Brasile (bandiera)      | C     | Wellington Carvalho |

| N. |                       | Ruolo | Calciatore          |
| -- | --------------------- | ----- | ------------------- |
| 22 | Brasile (bandiera)    | A     | Danilo              |
| 24 | Francia (bandiera)    | D     | Jules Diouf         |
| 25 | Portogallo (bandiera) | P     | Ivo Gonçalves       |
| 27 | Portogallo (bandiera) | C     | André Fontes        |
| 28 | Portogallo (bandiera) | C     | Edu                 |
| 30 | Portogallo (bandiera) | C     | Rafa Sousa          |
| 32 | Portogallo (bandiera) | C     | Romeu Ribeiro       |
| 33 | Portogallo (bandiera) | P     | Tiago Rocha         |
| 34 | Portogallo (bandiera) | D     | João Paulo          |
| 53 | Belgio (bandiera)     | D     | Francesco D'Onofrio |
| 55 | Portogallo (bandiera) | D     | Pedro Araújo        |
| 86 | Portogallo (bandiera) | C     | Gonçalo Abreu       |
| 91 | Portogallo (bandiera) | A     | Fábio Fortes        |

## Rosa 2015-2016
| N. |                         | Ruolo | Calciatore      |
| -- | ----------------------- | ----- | --------------- |
| 1  | Portogallo (bandiera)   | P     | Júlio Coelho    |
| 2  | Portogallo (bandiera)   | D     | Tiago Valente   |
| 3  | Portogallo (bandiera)   | D     | Ângelo Meneses  |
| 4  | Portogallo (bandiera)   | D     | Paulo Bessa     |
| 5  | Portogallo (bandiera)   | D     | Pedro Ribeiro   |
| 6  | Portogallo (bandiera)   | C     | Djibril Zidnaba |
| 7  | RD del Congo (bandiera) | A     | David Mbala     |
| 9  | Brasile (bandiera)      | A     | José Vieira     |
| 10 | Portogallo (bandiera)   | C     | João Martins    |
| 11 | Portogallo (bandiera)   | A     | Aldair Baldé    |
| 15 | Portogallo (bandiera)   | D     | Daniel Martins  |
| 17 | Portogallo (bandiera)   | A     | César Gomes     |
| 20 | Brasile (bandiera)      | D     | Kalindi         |
| 21 | Portogallo (bandiera)   | C     | Rui Caetano     |

| N. |                          | Ruolo | Calciatore            |
| -- | ------------------------ | ----- | --------------------- |
| 25 | Portogallo (bandiera)    | P     | Ivo Gonçalves         |
| 26 | Portogallo (bandiera)    | C     | Tiago Rosa            |
| 28 | Spagna (bandiera)        | C     | Eduardo Silva         |
| 32 | Portogallo (bandiera)    | A     | Rui Miguel            |
| 33 | Portogallo (bandiera)    | P     | Tiago Rocha           |
| 34 | Portogallo (bandiera)    | D     | João Gomes            |
| 50 | Brasile (bandiera)       | C     | Diogo Melo            |
| 52 | Portogallo (bandiera)    | D     | Eurípedes Amoreirinha |
| 55 | Portogallo (bandiera)    | D     | Pedro Araújo          |
| 71 | Guinea-Bissau (bandiera) | C     | Bata                  |
| 86 | Portogallo (bandiera)    | C     | Gonçalo Abreu         |
| 88 | Portogallo (bandiera)    | C     | Tiago Barros          |
| 99 | Senegal (bandiera)       | A     | Kalidou Yero          |

## Rosa 2014-2015
| N. |                       | Ruolo | Calciatore    |
| -- | --------------------- | ----- | ------------- |
| 1  | Portogallo (bandiera) | P     | Júlio Coelho  |
| 2  | Portogallo (bandiera) | D     | Tiago Valente |
| 5  | Portogallo (bandiera) | D     | Pedro Ribeiro |
| 6  | Portogallo (bandiera) | C     | Ferreira      |
| 7  | Portogallo (bandiera) | A     | Hélder Guedes |
| 9  | Portogallo (bandiera) | A     | Rui Miguel    |
| 10 | Portogallo (bandiera) | C     | João Martins  |
| 11 | Portogallo (bandiera) | A     | Aldair Baldé  |
| 16 | Portogallo (bandiera) | D     | Tony          |
| 17 | Portogallo (bandiera) | A     | Bruninho      |
| 19 | Portogallo (bandiera) | A     | Rabiola       |
| 20 | Portogallo (bandiera) | D     | Dani Coelho   |
| 21 | Portogallo (bandiera) | D     | Nélson Lenho  |

| N. |                         | Ruolo | Calciatore              |
| -- | ----------------------- | ----- | ----------------------- |
| 24 | Spagna (bandiera)       | C     | Ezequiel Calvente       |
| 25 | Portogallo (bandiera)   | C     | Braga                   |
| 27 | Portogallo (bandiera)   | C     | André Fontes            |
| 29 | Spagna (bandiera)       | D     | Ustaritz Aldekoaotalora |
| 30 | Portogallo (bandiera)   | C     | Rafa Sousa              |
| 32 | Portogallo (bandiera)   | C     | Romeu Ribeiro           |
| 33 | Portogallo (bandiera)   | P     | Tiago Rocha             |
| 37 | Portogallo (bandiera)   | D     | Bura                    |
| 70 | Brasile (bandiera)      | A     | Michel                  |
| 90 | Portogallo (bandiera)   | C     | Vítor Bruno             |
| 92 | Colombia (bandiera)     | D     | Héctor Quiñónes         |
| 99 | RD del Congo (bandiera) | A     | David Mbala             |

## Rose delle stagioni precedenti
- 2012-2013

## Palmarès

### Altri piazzamenti
- Taça Ribeiro dos Reis:

Finalista: 1965-1966
- Coppa di Lega portoghese:

Semifinalista: 2007-2008
- Segunda Liga:

Secondo posto: 2013-2014
Terzo posto: 2003-2004